# Colinet (plaats)
Colinet is een plaats en gemeente (town) in de Canadese provincie Newfoundland en Labrador. De gemeente bevindt zich in het zuidoosten van het eiland Newfoundland.

## Geschiedenis
Het dorp Colinet werd in 1974 door de provincie erkend als een gemeente met het statuut van local government community (LGC). Door algemene wetswijzigingen veranderde het statuut van de gemeente in 1980 naar dat van community en in 1996 uiteindelijk naar dat van town.

## Geografie

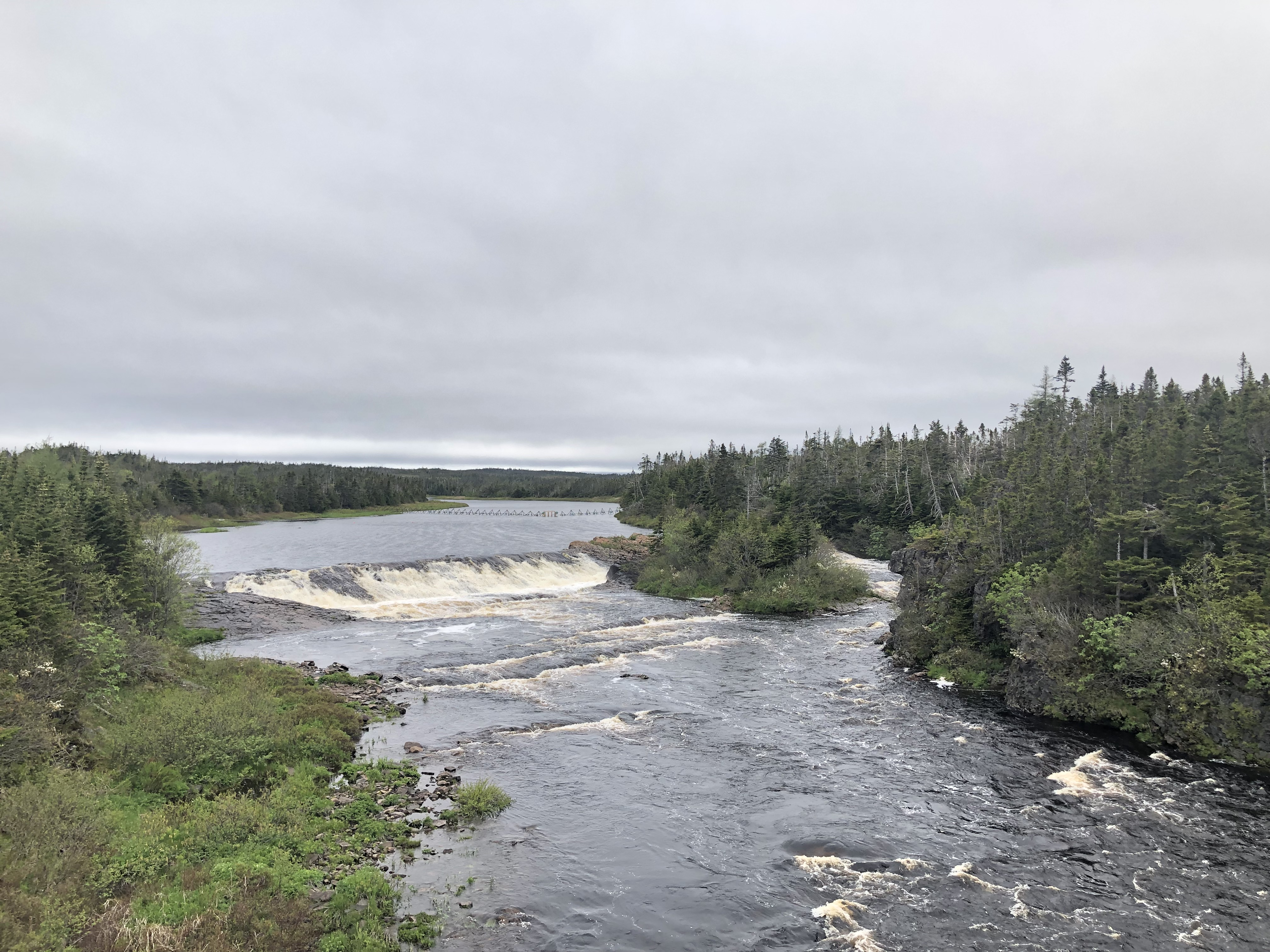
De Rocky Riverwatervallen bevinden zich aan de rand van het dorp

Colinet bevindt zich aan de centrale zuidkust van het schiereiland Avalon, in het uiterste zuidoosten van Newfoundland. De plaats is gelegen aan het uiteinde van de Colinet Arm, een zeearm die het noordelijkste deel van de St. Mary's Bay vormt. Twee rivieren monden te Colinet in die zeearm uit. Het betreft de Rocky River net ten westen van de dorpskern en de Colinet River aan de oostrand van het dorp.
Het dorp is relatief strategisch gelegen daar het ligt aan de samenkomst van drie provinciale routes, namelijk Route 81 (noordwaarts), Route 91 (west- en oostwaarts) en Route 93 (zuidwaarts).
Colinet ligt 5 km ten noorden van Harricott, 12 km ten westen van St. Catherine's, 18 km ten zuiden van Markland en 29 km ten oosten van Southeast Placentia.

## Demografie
Demografisch gezien kent Colinet, net zoals de meeste kleine gemeenten op Newfoundland, al decennia een dalende trend. Tussen 1981 en 2021 daalde de bevolkingsomvang van 318 naar 103. Dat komt neer op een daling van 215 inwoners (-68%) in 40 jaar tijd. In 2021 telde de plaats 81 woningen waarvan er 54 permanent bewoond waren.
| Demografische ontwikkeling van Colinet tussen 1951 en 2021                 |
| -------------------------------------------------------------------------- |
|                                                                            |
| Bron: Statistics Canada (1951–1986, 1991–1996, 2001–2006, 2011–2016, 2021) |

### Taal
Volgens de volkstelling van 2021 hadden alle inwoners van de gemeente het Engels als moedertaal en was niemand er een andere taal machtig.